# Hyla meridionalis

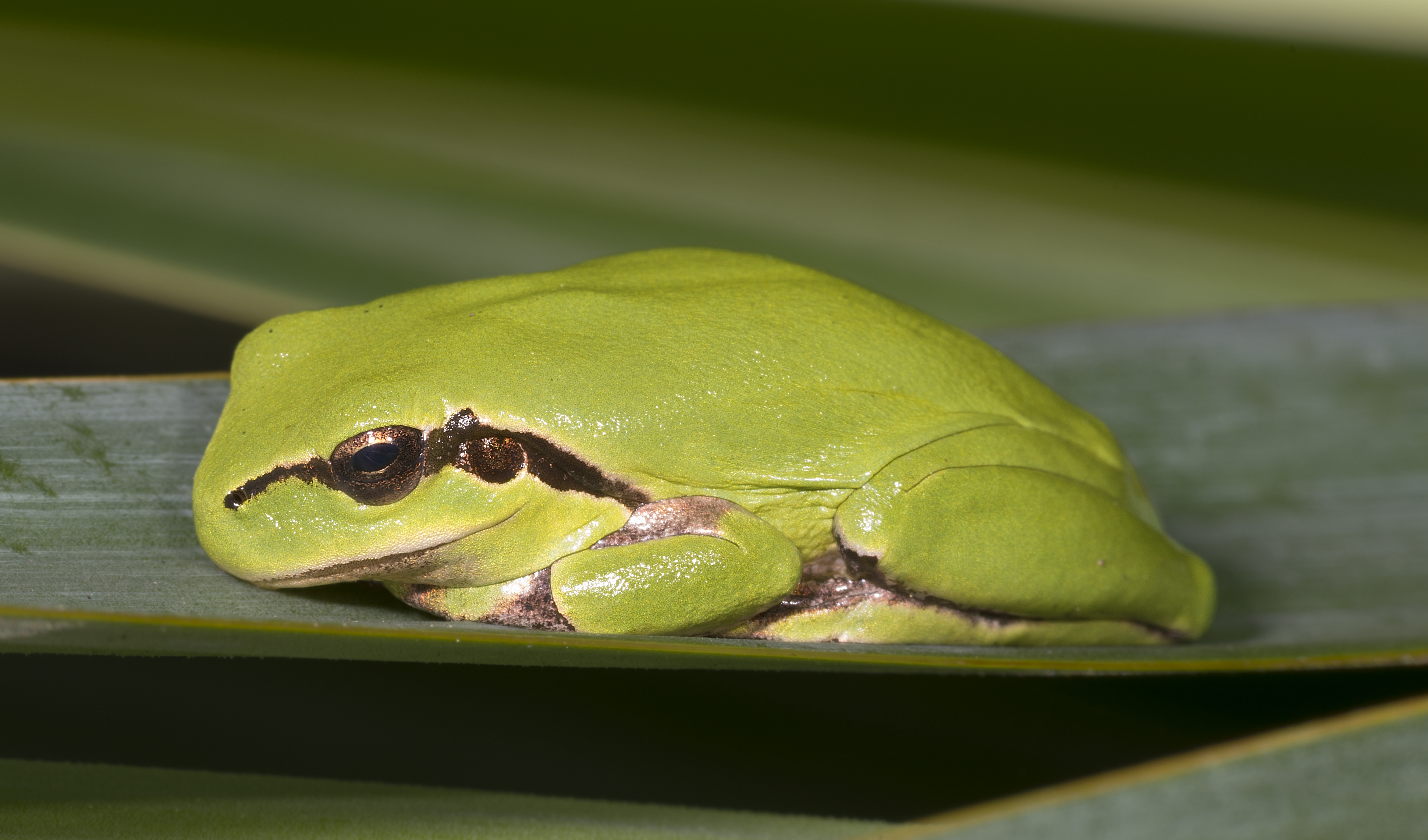
Vị trí còn lại.

Hyla meridionalis là một loài nhái. Loài nhái này giống như loài nhái cây châu Âu nhưng có kích cỡ lớn hơn (vài con cái có thể dài 65 mm), chân sau dài hơn, sọc bên hông chỉ kéo dài đến chân trước. Loài này phân bố ở miền nam nước Pháp, miền nam Bồ Đào Nha và Tây Ban Nha (từ Catalonia đến Andalusia), cũng có ở Menorca và Madeira. Loài này cũng hiện diện ở Vườn quốc gia Garajonay trên đảo La Gomera.